# Urucurituba
Urucurituba é um município brasileiro no interior do estado do Amazonas, Região Norte do país. Ocupa uma área de 2 906,677 km², com sua população sendo estimada pelo Instituto Brasileiro de Geografia e Estatística (IBGE) em 24 098 habitantes (2021). É o trigésimo quarto município mais populoso do estado.

## Geografia
Urucurituba está localizado no centro do estado, na microrregião de Itacoatiara e na mesorregião do Centro Amazonense, numa área de baixo planalto. Localiza-se a uma latitude -2,6844 e a uma longitude -57,6691, estando a uma altitude de 11 metros acima do nível do mar . Possui uma área de  	2 906,677 km² e seu território tem como limite as cidades de: Urucará, Itacoatiara, São Sebastião do Uatumã, Parintins, Silves, Itapiranga, Barreirinha e Boa Vista do Ramos.
Sua população estimada pelo IBGE em 2018 e de 23 585 habitantes.

### Distritos
Compõem o município três distritos: Urucurituba (sede) Augusto Montenegro e Itapeaçu, estes situados na região norte. 

## Hidrografia
Urucurituba está localizada junto à bacia hidrográfica Amazônica. Os rios que passam por Urucurituba são os rios Solimões e o Rio Negro, que formam o Rio Amazonas. O rio Solimões começa no Peru e, ao entrar no Brasil, no município de Tabatinga, recebe o nome de Solimões.

## Clima
Urucurituba possui clima tropical úmido, presente em toda a Amazônia. O clima é amenizado por alta pluviosidade e pelos ventos alísios que sopram do Atlântico. Quedas de temperatura são comuns no município e diminuem bastante os rigores de calor, acontecendo quase sempre à noite. Há duas estações distintas: inverno, que se inicia em dezembro, e verão, que se inicia em maio.
Segundo dados do Instituto Nacional de Meteorologia (INMET), desde 1971 a menor temperatura registrada em Urucurituba foi de 16,9 °C em 23 de julho de 1981, e a maior atingiu 38,8 °C em 31 de outubro de 1988. O maior acumulado de precipitação em 24 horas foi de 140,4 mm em 17 de janeiro de 2011. O menor índice de umidade relativa do ar foi observado na tarde de 12 de maio de 1981, de 13%.
| Dados climatológicos para Urucurituba                                                                                  | Dados climatológicos para Urucurituba | Dados climatológicos para Urucurituba | Dados climatológicos para Urucurituba | Dados climatológicos para Urucurituba | Dados climatológicos para Urucurituba | Dados climatológicos para Urucurituba | Dados climatológicos para Urucurituba | Dados climatológicos para Urucurituba | Dados climatológicos para Urucurituba | Dados climatológicos para Urucurituba | Dados climatológicos para Urucurituba | Dados climatológicos para Urucurituba | Dados climatológicos para Urucurituba |
| Mês | Jan                                   | Fev                                   | Mar                                   | Abr                                   | Mai                                   | Jun                                   | Jul                                   | Ago                                   | Set                                   | Out                                   | Nov                                   | Dez                                   | Ano                                   |
| --- | ------------------------------------- | ------------------------------------- | ------------------------------------- | ------------------------------------- | ------------------------------------- | ------------------------------------- | ------------------------------------- | ------------------------------------- | ------------------------------------- | ------------------------------------- | ------------------------------------- | ------------------------------------- | ------------------------------------- |
| Temperatura máxima recorde (°C)                                                                                        | 35,8                                  | 36,2                                  | 36,5                                  | 36,4                                  | 36,1                                  | 35,6                                  | 37,9                                  | 36,8                                  | 37,8                                  | 38,8                                  | 37,6                                  | 37,4                                  | 38,8                                  |
| Temperatura máxima média (°C)                                                                                          | 30,2                                  | 30,5                                  | 30,1                                  | 30,2                                  | 30,6                                  | 30,9                                  | 31,1                                  | 32                                    | 32,4                                  | 32,5                                  | 32,6                                  | 31,3                                  | 31,2                                  |
| Temperatura média (°C)                                                                                                 | 25,8                                  | 25,8                                  | 25,9                                  | 26                                    | 26,3                                  | 26,3                                  | 26,2                                  | 26,7                                  | 27,1                                  | 27,2                                  | 27,1                                  | 26,4                                  | 26,4                                  |
| Temperatura mínima média (°C)                                                                                          | 22                                    | 22                                    | 22,3                                  | 22,1                                  | 22,1                                  | 22,1                                  | 21,8                                  | 21,9                                  | 22,1                                  | 22,2                                  | 22,4                                  | 22,2                                  | 22,1                                  |
| Temperatura mínima recorde (°C)                                                                                        | 18,9                                  | 18,8                                  | 18                                    | 17,5                                  | 18                                    | 17,5                                  | 16,9                                  | 18,4                                  | 18,3                                  | 19,2                                  | 18,5                                  | 18,8                                  | 16,9                                  |
| Precipitação (mm) | 335,8                                 | 294,9                                 | 348                                   | 326,9                                 | 275,8                                 | 176                                   | 129,5                                 | 82,8                                  | 87,6                                  | 113,2                                 | 138,2                                 | 230,9                                 | 2 539,6                               |
| Dias com precipitação (≥ 1 mm)                                                                                         | 17                                    | 18                                    | 18                                    | 18                                    | 16                                    | 15                                    | 11                                    | 7                                     | 7                                     | 8                                     | 8                                     | 13                                    | 156                                   |
| Insolação (h) | 91,6                                  | 82,2                                  | 85,7                                  | 98,1                                  | 123,7                                 | 152,9                                 | 180,9                                 | 187,2                                 | 163,6                                 | 136,2                                 | 121,1                                 | 109                                   | 1 532,2                               |
| Fonte: Instituto Nacional de Meteorologia (normal climatológica de 1961-1990; recordes de temperatura: 1971-presente). |                                       |                                       |                                       |                                       |                                       |                                       |                                       |                                       |                                       |                                       |                                       |                                       |                                       |